# Rifargia causia
Rifargia causia är en fjärilsart som beskrevs av William Schaus 1892. Rifargia causia ingår i släktet Rifargia och familjen tandspinnare. Inga underarter finns listade.